# Manami Nakano
Manami Nakano (中野 真奈美 Nakano Manami?,  nacido el 30 de agosto de 1986 en Hokkaido) es una futbolista japonesa que jugaba como centrocampista.
Nakano jugó 12 veces y marcó 2 goles para la selección femenina de fútbol de Japón entre 2010 y 2013. Nakano fue elegida para integrar la selección nacional de Japón para los Copa Asiática femenina de la AFC de 2010.

## Trayectoria

### Clubes
| Club                  | País  | Año         |
| --------------------- | ----- | ----------- |
| Ohara Gakuen JaSRA    | Japón | 2005 - 2006 |
| Okayama Yunogo Belle  | Japón | 2007 - 2014 |
| Mynavi Vegalta Sendai | Japón | 2015 - 2017 |
| AC Nagano Parceiro    | Japón | 2017 -      |

### Selección nacional
| Selección | País  | Año         |
| --------- | ----- | ----------- |
| Absoluta  | Japón | 2010 - 2013 |

## Estadística de equipo nacional
| Selección femenina de fútbol de Japón | Selección femenina de fútbol de Japón | Selección femenina de fútbol de Japón |
| Año                                   | Partidos                              | Goles                                 |
| ------------------------------------- | ------------------------------------- | ------------------------------------- |
| 2010                                  | 10                                    | 2                                     |
| 2011                                  | 0                                     | 0                                     |
| 2012                                  | 1                                     | 0                                     |
| 2013                                  | 1                                     | 0                                     |
| Total                                 | 12                                    | 2                                     |